# 메노르카섬 해전
메노르카 해전(Battle of Menorca) 혹은 메노르카섬 해전(1756년 5월 20일)은 프랑스-스페인 연합함대가 영국 함대를 격파한 전투로 이 전투로 인해 영국은 군법회의를 열었고, 결국 함대사령관을 사형시켰다. 이 전투는 7년 전쟁 중 유럽 전역의 시작을 알리는 싸움이었다. 전투 직전 영국은 부르봉 왕가에 대하여 전쟁을 선포했고, 양측의 함대는 지중해의 메노르카섬에서 격돌했다. 이 전투에서 영국은 패했고 이로 인해 군법회의가 개회되어 영국의 해군 제독 존 빙은 메노르카에 있는 영국 수비병들을 공성전에서 구원하는 데 "최선을 다하지 못한" 죄로 사형 당했다.

## 배경
프랑스 함대는 1708년 스페인 왕위계승전쟁부터 영국의 지배하에 들어간 메노르카섬을 공략하여 이 곳의 영국군을 몰아내려 하였다. 영국과 프랑스는 신대륙의 식민지를 놓고 1754년 초기에 이미 교전을 시작했고(프렌치-인디언 전쟁) 이 시점에서 영국은 고전하고 있는 상황이었다. 정부는 이러한 상황이 본국에까지 퍼지는 것을 염려하고 있었으며, 혹시 프랑스가 영국 본토를 공략할 계획을 세우지 않았나 하는 우려를 하고 있었다.(프랑스는 오스트리아 왕위계승전쟁에서 자코바이트의 난을 지원한 바 있었다.)
프랑스군의 메노르카섬에 대한 장기적인 움직임은 비록 늦기는 하였으나 결국 영국 정부로 하여금 행동을 하게 만들었고, 결국 지브롤터로부터 존 빙 제독 지휘하의(원래는 부제독이었으나 메노르카 구원을 위해 제독으로 승진하였다.) 전열함 10척을 파견하기로 하였다. 비록 메노르카 공략을 위해 툴롱에 배치된 프랑스 함대에 대한 상당한 정보를 가지고 있었음에도 불구하고, 빙 제독에게 인도된 함대는 모두 수리가 필요할 정도로 상태가 나빴고, 선원들 역시 승선하지 않은 상태였다.

## 서막
빙 제독과 그가 지휘하는 소규모 함대는 섬에서부터 도망쳐 온 메노르카 함대와 합류하였다. 이들이 5월 19일 메노르카에 도착하였을 때 프랑스 군이 섬의 거의 대부분을 장악하고 오직 성 필립 항구(St. Philip; 마혼 항구(Port Mahon))의 수비병들만이 완강히 저항하고 있는 것을 알아 차렸다. 빙은 성 필립항구의 수비병들을 구원하라고 명령을 내렸으나 정오가 지나자 프랑스 함대 소속의 12척의 전열함과 5척의 프리깃함이 영국 함대에 공격을 가했다. 양 함대는 서로 마주보며 전투준비를 시작했고 다음날 아침 전투가 시작되었다.

## 전투
12척의 프랑스 함대의 전열에 대하여 빙은 자신의 함대에 있는 12척의 대형 함선들을 일자의 전열로 구성하였다. 그리고 기상상황을 확인하는 동안 적 함대의 전열에 평행한 루트를 따라 프랑스 함대의 끄트머리에 접근하였다. 빙은 이윽고 자신의 함대에게 각자가 마주보고 있는 프랑스 함대의 전함에 접근하여 공격할 것을 명하였다. 그러나 그 시대의 열악한 신호체계는 함대에 혼란을 일으켰고 이로 인해 적진에 대한 접근이 늦어졌다. 영국 함대의 선봉부대는 더 막강한 화력을 지닌 프랑스 함대에게 엄청난 포격을 받았다. 그러는 동안 빙의 기함을 포함한 함대의 후위는 효과적으로 적을 포격할 만 한 거리에 접근하는 데 실패하였다. 전투를 하는 동안 빙은 일반적인 전투 관습에 지나치게 매여 있다보니 이를 유지하기 위해 상당히 조심스럽게 전투를 진행하는 모습을 보여주었다. 이러는 동안 양측 함대 중 침몰한 배가 한 척도 없었음에도 불구하고 빙의 함선 중 일부는 심각한 피해를 입었다. 작전회의에 참석한 상급 장교들은 영국함대가 프랑스 함대에 더 많은 피해를 입히거나, 수비병들을 구원할 기회가 없었다고 이구동성으로 말했다. 그러므로 빙은 지브롤터로 퇴각했다.

## 영향

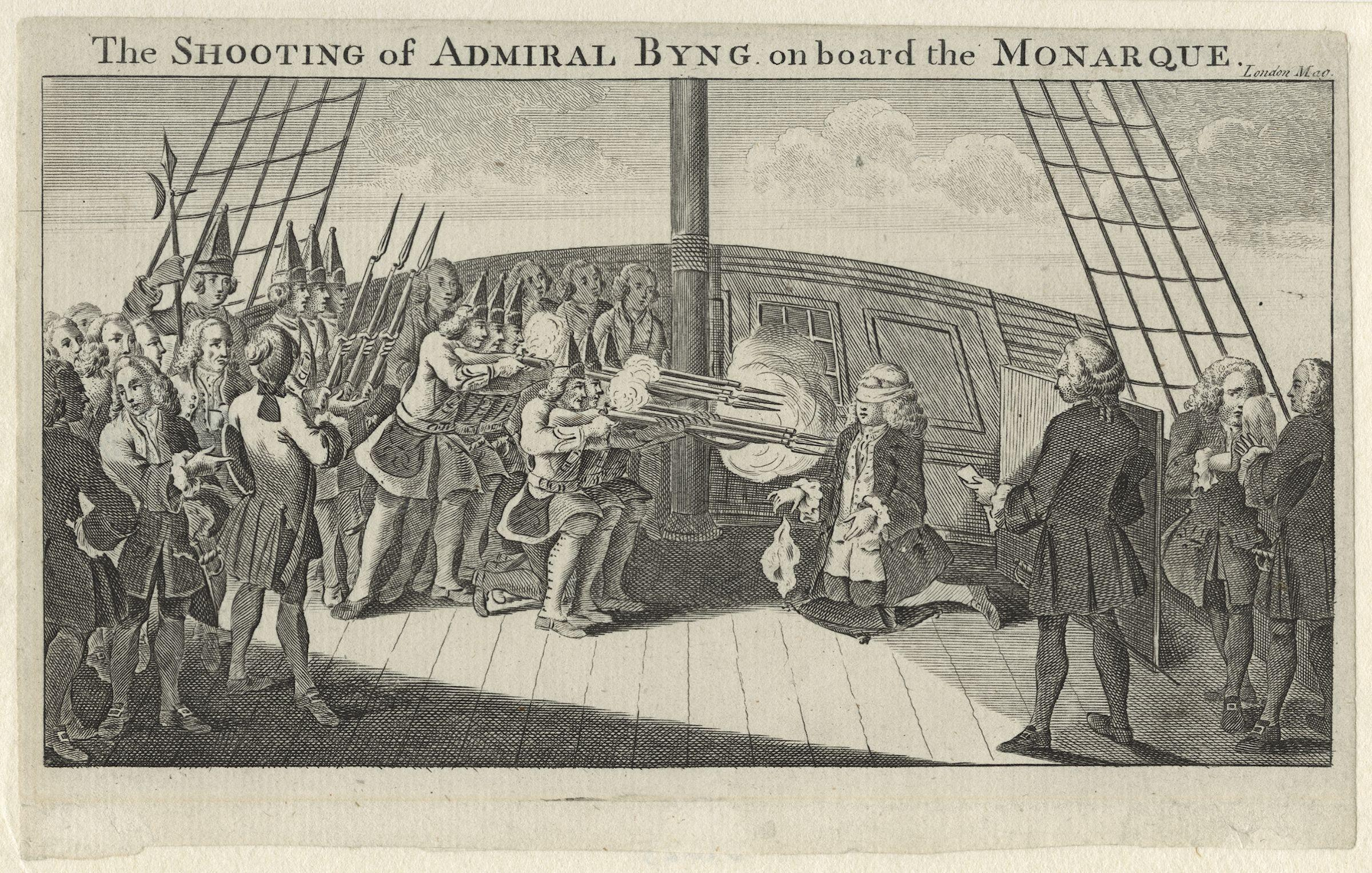
존 빙의 총살형.

전투는 무승부로 여겨지나, 수비병을 구원하는 데 실패하고 프랑스 함대를 더 밀어붙이는 데, 실패한 빙의 행동은 무수한 비난을 불러일으켰다. 해군본부는 아마 이 비참한 원정에 대한 자신들의 부실한 준비에 대한 책임을 회피하기 위하여 빙에게 주어진 명령을 완수하지 못하고 수비병을 지원하지 못한 것에 대하여 군율 위반의 책임을 물었다. 빙은 군법회의에 소환되었고, 유죄로 판결되어 총살당했다. 총살형은 1757년 5월 14일 포츠머스 항에 접한 전함 ‘’모나크’’(Monarch)에서 집행되었다. 그는 사우스힐(Southill)에 매장되었다.
빙의 처형은 볼테르의 소설 《캉디드》(Candide)에서 다음과 같은 구설로 언급되었다.
| “ | 이 나라에서는 이따금 다른 이들에게 용기를 부여하기 위해서 제독을 죽이는 것이 현명한 일이라고 여긴다. | ” |

## 사소한 이야기
이 전투에 참여한 전함 중 하나인 HMS 돌핀(HMS Dolphin)은 훗날 처음 세계일주는 존 바이런(John Byron) 함장의 지휘 하에, 두 번째는 사무엘 월리스(Samuel Wallis) 함장의 지휘 하에 처음으로 두 번씩이나 세계 일주를 한 함선이 되었다.
영국 측에서 전투에 참여한 가장 유명한 이로는 18세의 미드쉽맨(Midshipman)이었던 아더 필립(Arthur Phillip)으로 이 인물은 나중에 1787년 오스트레일리아의 보타니 만(Botany Bay)에 상륙한 최초의 함대를 지휘하여 시드니의 범죄자 식민지를 만들었다. 아마 그는 오스트레일리아에 최초로 유럽인 거주지를 건설한 인물일 것이다.

## 전투 서열

### 영국(존 빙 제독)
| 함선명                                                            | 대포 | 비고                          |
| ----------------------------------------------------------------- | ---- | ----------------------------- |
| 디파이언스(Defiance)                                              | 60   |                               |
| 포틀랜드(Portland)                                                | 50   |                               |
| 랭커스터(Lancaster)                                               | 66   |                               |
| 버킹엄(Buckingham)                                                | 70   | 부 지휘관 텐플 웨스트의 기함. |
| 캡틴(Captain)                                                     | 70   |                               |
| 인트레피드(Intrepid)                                              | 64   |                               |
| 리벤지(Revenge)                                                   | 64   |                               |
| 프린세스 루이즈(Princess Louise)                                  | 60   |                               |
| 트라이덴트(Trident)                                               | 64   |                               |
| 라미리즈(Ramillies)                                               | 90   | 빙 제독의 기함.               |
| 카로덴(Culloden)                                                  | 74   |                               |
| 킹스톤(Kingston)                                                  | 60   |                               |
| 딥포드(Deptford) 48/50문 과 돌핀(Dolphin) 22문 을 포함한 기타 6척 |      |                               |

### 프랑스(가릴소니에르 후작)
| 함선명                 | 대포 | 비고 |
| ---------------------- | ---- | ---- |
| 오르페(Orphée)         | 64   |      |
| 이포포담(Hippopotame)  | 64   |      |
| 르두터블(Redoutable)   | 74   |      |
| 세이지(Sage)           | 64   |      |
| 기에르(Guerrier)       | 74   |      |
| 피어(fier)             | 50   |      |
| 푸드롸이앙(Foudroyant) | 80   | 기함 |
| 테메레르(Téméraire)    | 74   |      |
| 콩탕(Content)          | 64   |      |
| 리옹(Lion)             | 64   |      |
| 쿠롱느(Couronne)       | 74   |      |
| 트리톤(Triton)         | 64   |      |
| 5척 프리깃함           |      |      |

## 같이 보기
- 아서 필립